# Domenico Morichini
Domenico Morichini (Civita d'Antino, 23 settembre 1773 – Roma, 19 novembre 1836) è stato un chimico e medico italiano.

## Biografia
Domenico Morichini nacque a Civita d'Antino il 23 settembre 1773 da Anselmo Morichini e da Matilde Moratti. Dopo aver compiuto gli studi liceali presso il Seminario ed il collegio Tuziano di Sora si iscrisse alla facoltà di medicina dell'Università di Roma, dove si laureò nel 1794. In questa stessa Università, tre anni più tardi, ottenne la cattedra di chimica, che tenne ininterrottamente fino alla morte.
Fu autore di molti studi scientifici che lo fecero conoscere ed apprezzare a livello internazionale. Particolarmente importanti furono le sue scoperte sulla forza magnetizzante del raggio violetto della luce solare e sull'acido fluorico nei denti di un elefante fossile rinvenuto in quegli anni nei pressi di Porta del Popolo. Egli introdusse a Roma l'insegnamento della chimica secondo il nuovo metodo del Lavoisier e fu in contatto con importanti chimici europei come il Gay-Lussac, il Cuvier e il Davy, che anzi lo ricordò nel suo testamento con lusinghiere parole di stima.
Fu anche medico primario nell'Arciospedale di Santo Spirito in Sassia nonché Archiatra Pontificio (medico papale) da Pio VII in poi. Si ricorda in particolare come Pio VIII, in fin di vita ed informato della necessità di un consulto medico, affermò che se il Signore avesse voluto prolungargli la vita “il mezzo umano sarebbe stato il Morichini”. Collaborò inoltre con il Governo Pontificio in tema di igiene e sanità pubblica ed ebbe la responsabilità scientifica sulla polizia medica incaricata di dirigere la difesa degli Stati Pontifici dal colera.
Morì a Roma il 19 novembre 1836 e fu sepolto nella Chiesa di San Marcello al Corso; successivamente il figlio cardinale Carlo Luigi vi fece apporre una lapide commemorativa, opera dello scultore Adamo Tadolini. Una raccolta completa dei suoi molti scritti (“Raccolta degli scritti editi ed inediti del cav. dott. Domenico Morichini”), con una significativa biografia iniziale, fu invece pubblicata postuma nel 1852, a cura dello stesso figlio.
Fu socio dell'Accademia Nazionale delle Scienze detta dei XL, appartenne inoltre all'Accademia dell'Arcadia con lo pseudonimo di Melampo di Coo e fu presidente della Società dei Babbioni.

## Opere
- Necrologia di Padre Bartolomeo Gandolfi, 1825.